# Триньяк
Триньяк (фр. Trignac) — коммуна на западе Франции, находится в регионе Пеи-де-ла-Луар, департамент Атлантическая Луара, округ Сен-Назер, кантон Сен-Назер-2. Пригород Сен-Назера, примыкает к нему с северо-востока. Через территорию коммуны проходит национальная автомагистраль N171.
Население (2017) — 7 868 человек.

## История
В 1879 году в Триньяке был построен металлургический завод, поставлявший свою продукцию на верфи Сен-Назера. Из-за низкой рентабельности завод был закрыт в 1932 году. В 1939 году производство было возобновлено для оборонных целей и сохранялось во время оккупации Триньяка немецкими войсками. В 1947 году завод был окончательно закрыт. Отдельные его сооружения (доменная печь, коксовая батарея) были сохранены как память об индустриальном прошлом Триньяка.

## Экономика
Структура занятости населения:
- сельское хозяйство — 0,6 %
- промышленность — 9,3 %
- строительство — 8,0 %
- торговля, транспорт и сфера услуг — 63,0 %
- государственные и муниципальные службы — 19,0 %

Уровень безработицы (2017 год) — 11,9 % (Франция в целом — 13,4 %, департамент Атлантическая Луара — 11,6 %). 

Среднегодовой доход на 1 человека, евро (2017 год) — 19 640 (Франция в целом — 21 110, департамент Атлантическая Луара — 21 910).

## Демография
Динамика численности населения, чел.

## Администрация
Пост мэра Триньяка с 2017 года занимает социалист Клод Офор (Claude Aufort). На муниципальных выборах 2020 года возглавляемый им левый список победил во 2-м туре, получив 46,96 % голосов (из четырех списков).
| Период | Период | Фамилия        | Партия                                     | Примечания                                                           |
| ------ | ------ | -------------- | ------------------------------------------ | -------------------------------------------------------------------- |
| 1965   | 1971   | Пьер Глотен    | Французская секция Рабочего интернационала |                                                                      |
| 1971   | 1977   | Огюстен Бьян   | Коммунистическая партия                    |                                                                      |
| 1977   | 2008   | Жан-Луи Ле Кор | Коммунистическая партия                    | настройщик, член Генерального совета департамента                    |
| 2008   | 2014   | Сабин Маэ      | Коммунистическая партия                    | служащая                                                             |
| 2014   | 2017   | Дави Пелон     | Разные правые                              | государственный служащий                                             |
| 2017   |        | Клод Офор      | Социалистическая партия                    | генеральный директор ассоциации «Enfance et Famille» в 2000-2013 гг. |